# Стшеґово (Мазовецьке воєводство)
Стшеґово (пол. Strzegowo) — село в Польщі, у гміні Стшеґово Млавського повіту Мазовецького воєводства.
Населення — 2077 осіб (2011).
У 1975-1998 роках село належало до Цехановського воєводства.

## Демографія
Демографічна структура станом на 31 березня 2011 року:
|          | Загалом | Допрацездатний вік | Працездатний вік | Постпрацездатний вік |
| -------- | ------- | ------------------ | ---------------- | -------------------- |
| Чоловіки | 1005    | 193                | 720              | 92                   |
| Жінки    | 1072    | 215                | 633              | 224                  |
| Разом    | 2077    | 408                | 1353             | 316                  |